# ادوارد استوارت کندی
ادوارد استوارت کندی (به انگلیسی: Edward Stewart Kennedy) ‏ (۲۰۰۹-۱۹۱۲) , پروفسور ریاضی در دانشگاه آمریکایی بیروت  و چندی استاد دبیرستان البرز تهران و جز نویسندگان تاریخ ایران کمبریج بوده است.